# 발로진

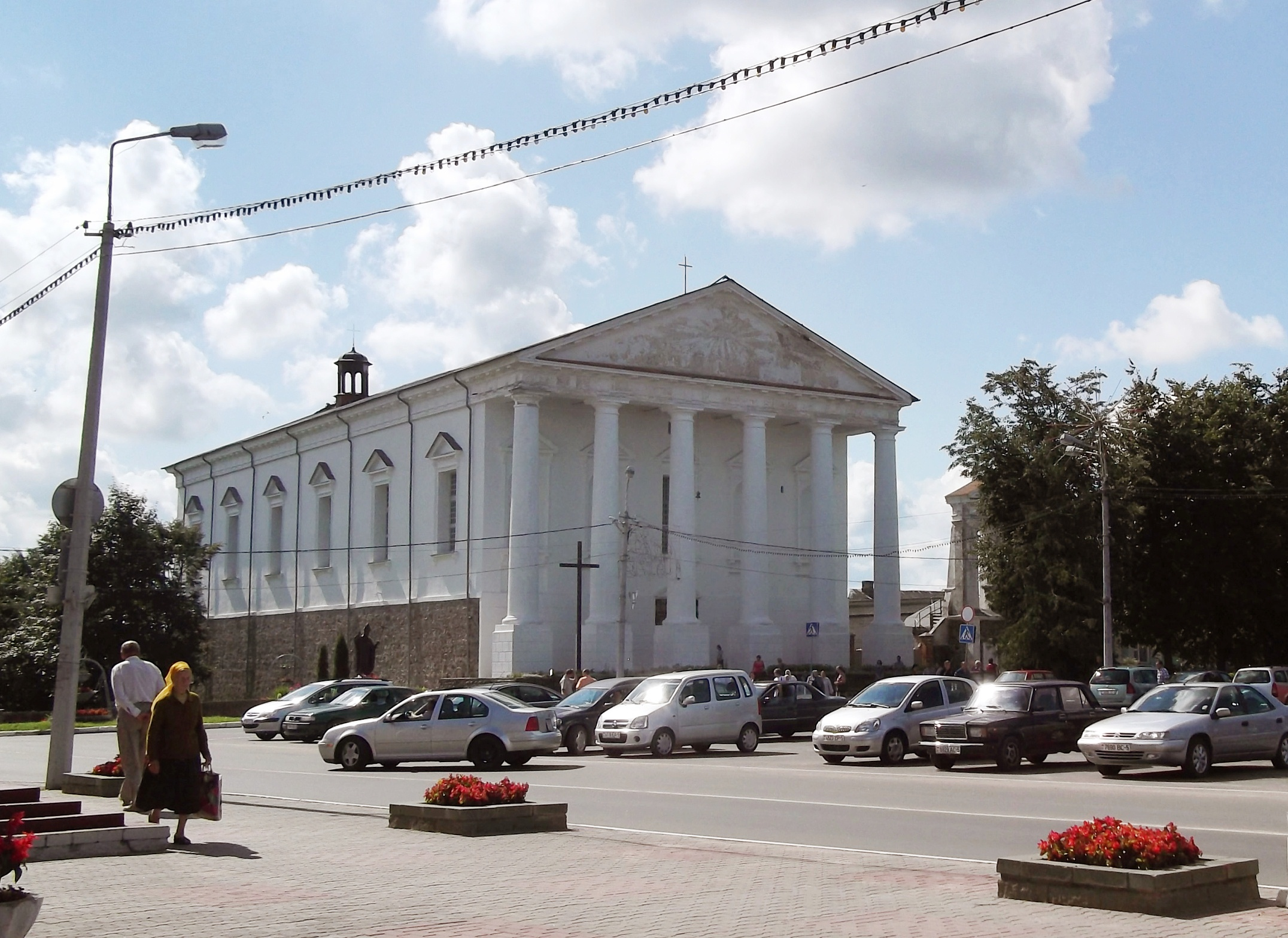

발로진(벨라루스어: Валожын/Vałožyn, 러시아어: Воло́жин)은 민스크 주에 위치한 도시이다. 1995년 조사(census)에서 인구는 1만 1500명이었다.